# Apsarasa dajakana
Apsarasa dajakana är en fjärilsart som beskrevs av Karl Grünberg 1911. Apsarasa dajakana ingår i släktet Apsarasa och familjen nattflyn. Inga underarter finns listade i Catalogue of Life.